# William Henry Fitzhugh Lee
No debe confundirse con Fitzhugh Lee
William Henry Fitzhugh Lee (Arlington, 1837-Alexandría 1905) fue un militar confederado y político estadounidense, y segundo hijo de Robert E. Lee y Mary Anna Curtis.
Durante la Guerra Civil Americana alcanzó el grado de general de caballería del ejército confederado, como segundo de su padre. Acabada la contienda, logró ser elegido congresista de los Estados Unidos por Virginia.
- Datos: Q1387911
- Multimedia: William Henry Fitzhugh Lee / Q1387911